# Polycoccum arnoldii
Polycoccum arnoldii är en svampart som tillhör divisionen sporsäcksvampar, och som först beskrevs av Hepp, och fick sitt nu gällande namn av David Leslie Hawksworth. Polycoccum arnoldii ingår i släktet Didymocyrtis, och familjen Dacampiaceae. Arten är reproducerande i Sverige.